# Фанера

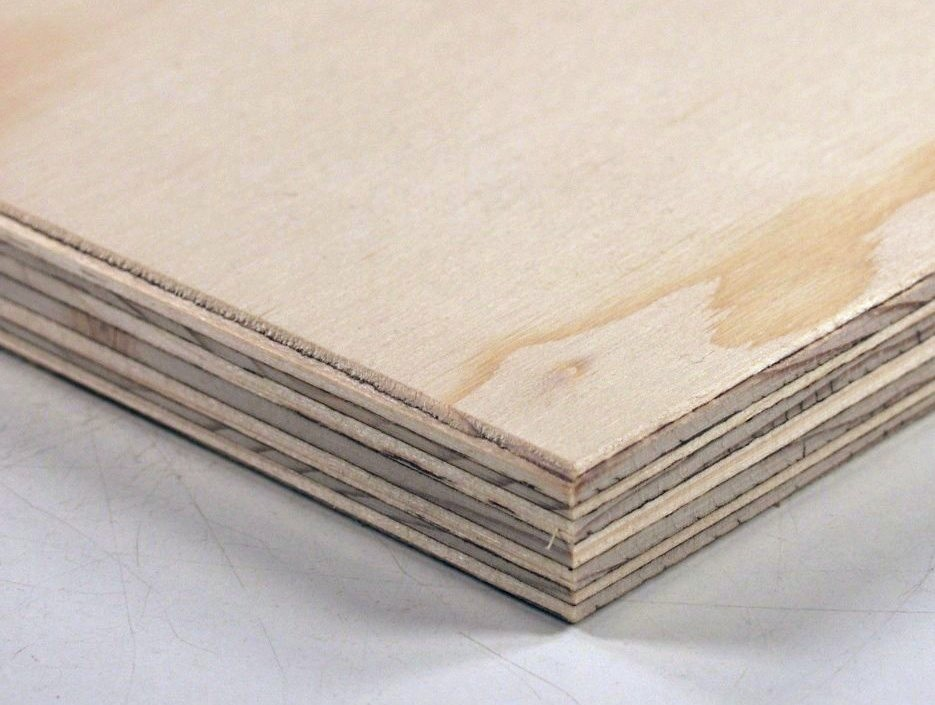
Фанера

Фане́ра (запозичення із західноєвропейських мов, пор. нім. Furnier) або дикт (від нім. Dikte — «тонка дошка») — композитний матеріал у вигляді шаруватої клеєної деревини, що складається із склеєних між собою трьох і більше листів лущеного шпону із взаємно перпендикулярним розташуванням волокон деревини в суміжних шарах.

## Нормативна база
Фанера загального призначення повинна вироблятися, транспортуватися та зберігатися відповідно до вимог чинних на території України стандартів — ГОСТ 99-96 «Шпон лущеный. Технические условия», ГОСТ 3916.1-96 «Фанера общего назначения с наружными слоями из шпона лиственных пород. Технические условия» та ГОСТом 3916.2-96 «Фанера общего назначения из шпона хвойных пород. Технические условия».
Розміри і шаровість фанери регламентуються. Довжина (ширина) листів фанери від 1200 до 3660 мм, товщина від 3 до 30 мм. Допускається виготовляти фанеру інших розмірів відповідно до умов контракту.
Фанера на основі карбамідоформальдегідної смоли має високу токсичність, а вільний формальдегід, який виділяється з неї, має специфічний запах та подразнювальний вплив на організм людини.

## Класифікація фанери загального призначення
Фанеру загального призначення поділяють:
- залежно від зовнішнього вигляду шпону — на сорти,
- за ступенем водостійкості клейового з'єднання — на марки: ФСФ — фанера підвищеної водостійкості; ФК — фанера водостійка.
- за ступенем механічної обробки поверхні — нешліфовану (НШ), шліфовану з одного боку — (Ш1), шліфовану з двох боків — (Ш2).
- за екологічною безпекою (за вмістом формальдегіду) — на класи емісії.

Залежно від зовнішніх шарів лущеного шпону (Е — еліта, I, II, III, IV — для листяних порід; Ех, Iх, IIx, IIIx, IVx — для хвойних порід) фанеру поділяють на сорти.

## Умовне позначення
Умовне позначення фанери має містити: назву продукції; породу деревини зовнішніх та внутрішніх шарів; марку; поєднання сортів шпону зовнішніх шарів; клас емісії; вид обробки поверхні; розміри; стандарт.